# Іглезіас
Іглезіас, Іґлезіас (італ. Iglesias, сард. Igrèsias) — муніципалітет в Італії, у регіоні Сардинія, один з двох адміністративних центрів провінції Карбонія-Іглезіас.
Іглезіас розташований на відстані близько 440 км на південний захід від Рима, 55 км на захід від Кальярі, 19 км на північ від Карбонії.
Населення — 27 332 особи (2014).
Щорічний фестиваль відбувається 11 серпня. Покровитель — Santa Chiara.

## Демографія
Населення за роками:

Станом на 1 січня 2023 року в муніципалітеті офіційно проживало 512 іноземців з 61 країни, серед них 129 громадян країн Євросоюзу та 25 громадян України.

## Сусідні муніципалітети
- Буджерру
- Карбонія
- Домузновас
- Флумінімаджоре
- Гоннеза
- Музеї
- Наркао
- Сілікуа
- Валлермоза
- Віллачідро
- Вілламассарджа